# Harry Kurnitz
Harry Kurnitz (* 5. Januar 1908 in New York; † 18. März 1968 in Hollywood, Los Angeles) war ein US-amerikanischer Journalist und Schriftsteller.

## Leben
Kurnitz verbrachte seine Jugend in Philadelphia, Pennsylvania. Dort absolvierte er seine Schulzeit und studierte an der dortigen Universität. Nach erfolgreichem Abschluss fand er eine Anstellung bei der Tageszeitung The Philadelphia Record als Literatur- und Musikkritiker.
Bereits während dieser Zeit begann Kurnitz – unter dem Pseudonym Marco Page – Mystery- und Kriminalromane zu schreiben. 1938 ging er nach Hollywood, wo er schnell zum gefragten Drehbuchschreiber wurde. Parallel dazu veröffentlichte er regelmäßig sehr erfolgreiche Kriminalromane.
Harry Kurnitz starb zehn Wochen nach seinem 59. Geburtstag am 18. März 1968 an einem Herzinfarkt und fand seine letzte Ruhestätte auf dem Beth Olam Cemetery (Garden of Shalom, Sektion 16, Reihe K, Grab 22) in Hollywood.

## Ehrungen
- 1966: Nominierung für den Writers Guild of America Award für das Drehbuch von Wie klaut man eine Million?

## Werke (Auswahl)
Drehbücher
- 1940: Liebling, du hast dich verändert (I Love You Again) – Regie: W. S. Van Dyke
- 1945: What Next, Corporal Hargrove?
- 1948: Venus macht Seitensprünge (One Touch of Venus)
- 1949: Mein Traum bist Du (My Dream Is Yours) – Regie Michael Curtiz
- 1949: Die sündige Stadt (The Inspector General) – Regie: Henry Koster
- 1949: Glück in Seenot (The Lady Takes a Sailor) – Regie: Michael Curtiz
- 1953: Wiedersehen in Monte Carlo (Melba) – Regie: Lewis Milestone
- 1955: Land der Pharaonen (Land of the Pharaos) – Regie: Howard Hawks
- 1957: Zeugin der Anklage (Witness for the prosecution) – Regie: Billy Wilder (nach dem gleichnamigen Theaterstück von Agatha Christie)[1]
- 1961: Hatari! – Regie: Howard Hawks
- 1959: Noch einmal mit Gefühl (Once More, With Feeling!) – Regie: Stanley Donen
- 1966: Wie klaut man eine Million? (How to steal a Million) – Regie: William Wyler
- 1953: Gefährlicher Urlaub (The Man Between) – Regie: Carol Reed (nach dem gleichnamigen Roman von Walter Ebert)[2]

Theaterstücke
- Kunst ist Kunst. Komödie in drei Akten („Reclining figure“). Bloch, Berlin 1955.[3]
- Da capo. Dirigenten-Komödie („Once more, with feeling“). Bloch, Berlin 1960.
- A shot in the dark. A new comedy. Random House, New York 1961.[4]
- The girl who came to supper. Levin Books, New York 1963 (zusammen mit Noël Coward).[5]

Kriminalromane
- Fernschreiben aus Hollywood. Kriminalroman („Invasion of privacy“). Goldmann, München 1962.
- Bücherfreunde unter sich. Kriminalroman („Fast Company“). Goldmann, München 1962.
- Die perfekte Fälschung. Kriminalroman („Reclining figure“). Goldmann, München 1963.